# University of Miami
University of Miami (UM) är ett privat amerikanskt universitet i Miami i Florida som grundades 1925.
Det rankades som det 186:e främsta lärosätet i världen i Times Higher Educations ranking av världens främsta lärosäten 2018.
Universitetet tävlar med 17 universitetslag i olika idrotter via deras idrottsförening Miami Hurricanes.